# Adoretus coronatus
Adoretus coronatus är en skalbaggsart som beskrevs av Hermann Burmeister 1855. Adoretus coronatus ingår i släktet Adoretus och familjen Rutelidae. Inga underarter finns listade i Catalogue of Life.